# Słupia (Łódź)
Słupia è un comune rurale polacco del distretto di Skierniewice, nel voivodato di Łódź.
Ricopre una superficie di 41,16 km² e nel 2004 contava 2 672 abitanti.